# Juan Esquivel (compositor)
Juan Esquivel (Ciudad Rodrigo, Salamanca vers el 1560 - mort després de 1625) fou un composito espanyol.
Esquivel va ser un compositor espanyol, alumne de Juan Navarro, mestre de capella de la Catedral de Ciudad Rodrigo (1574-78). Esquivel va ser mestre de capella a la Catedral d'Oviedo de 1581 a 1585, després a la catedral de Calahorra fins a 1591 i posteriorment a la Catedral de Ciudad Rodrigo fins a la seva mort en algun moment de la tercera dècada del segle xvii.
Esquivel va ser un dels més prolífics, i també un dels millors compositors espanyols del seu temps; els seus motets es comparen amb els de Victoria en els mateixos textos. La primera de les seves publicacions, Missarum ... liber primus (1608), inclou tres misses basades en motets de Guerrero i una batalla de sis veu basada en La bataille de Janequin. Dues de les misses a quatre veus en el seu 1613 Liber secundus són paròdies: una sobre el motet de Guerrero Quasi cedrus i l'altra sobre el motet de difusió de Rodrigo de Ceballos, Hortus conclusus. Esquivel combina tècniques antigues com el cantus firmus ostinatos i la construcció canònica amb els procediments més nous característics de la generació d'Alonso Lobo: harmonia acolorida per l'ús d'accidents, imitació combinada en moviment directe o contrari, clímax en un alt registre de textos particularment commovedores, pauses dramàtiques i contrastos de textura. Les seves obres van ser àmpliament utilitzades a Espanya i Portugal al llarg del segle xvii i van arribar a Mèxic abans de 1610.

## Llista no exhaustiva de treballs corals
- List of choral works
- Ave Maria
- Duo seraphim
- Ego sum panis vivus
- Gloria in excelsis Deo
- In paradisum
- Magnificat Primi toni
- Repleti sunt omnes
- Veni Domine